# Saccocirrus papillocercus
Saccocirrus papillocercus é uma espécie de anelídeo pertencente à família Saccocirridae.
A autoridade científica da espécie é Bobretzky, tendo sido descrita no ano de 1872.
Trata-se de uma espécie presente no território português, incluindo a sua zona económica exclusiva.